# Роскілле-фіорд
Роскілле-фіорд (дан. Roskilde Fjord) — фіорд, що знаходиться на данському острові Зеландія і тягнеться з півдня на північ від міста Роскілле до Ісе-фіорда, який, в свою чергу, далі впадає у затоку Каттегат.

## Опис

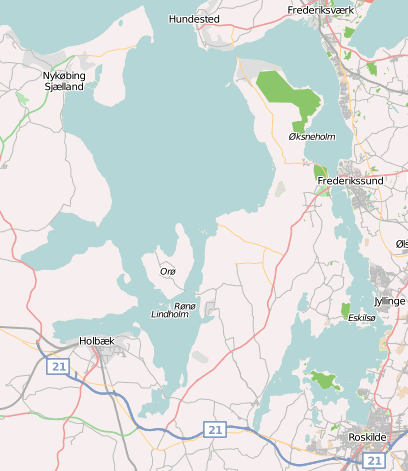
Фіорд Роскільде праворуч, Ізефьорд ліворуч.

Довжина Роскілле-фіорда вимірюється від кінця Лейре-Віг до лінії, проведеній між Солагером і Кулгусе при впадінні в Ісе-фіорді він є другим за довжиною данським фіордом (після Маріагер-фіорду). Оскільки великі ділянки фіорду мають мілини, маршрут плавання по фіорду є трохи довшим, ніж сам фіорд.
Фіорд Роскілле — відносно неглибокий фіорд із глибиною бл. 5 м у більшості місць, але також має кілька глибоких западин, таких як «Hestehullet» на північний захід від гавані Герслев, де є заглибини до 29 метрів. Географічно фіорд частково характеризується низьким рівнем води, а також великою кількістю невеликих островів, які протягом багатьох років забезпечували прихисток для безтурботного розмноження риб і птахів.
Роскілле-фіорд з'єднаний з озером Арресьо каналом, який був побудований близько 1717 року данськими солдатами та шведськими військовополоненими.
Важливі муніципалітети та населені пункти знаходяться на східному березі поруч із Роскілле, Фредерікссундом, Фредеріксбергом, Ольстедом і Хундестедом, який, однак, вже частково лежить на півночі біля Ісе-фіорду, а також на західному березі Скіббі та Єгерспріса.

## Культурна спадщина
Район відомий численними знахідками епохи вікінгів і у наймілкішому місці фіорда в 1962 році було розкопане кладовище Скулелеаських кораблів вікінгів XII століття. Щоб експонувати ці знахідки в Роскілле побудували в Музей кораблів вікінгів.

## Природні об'єкти

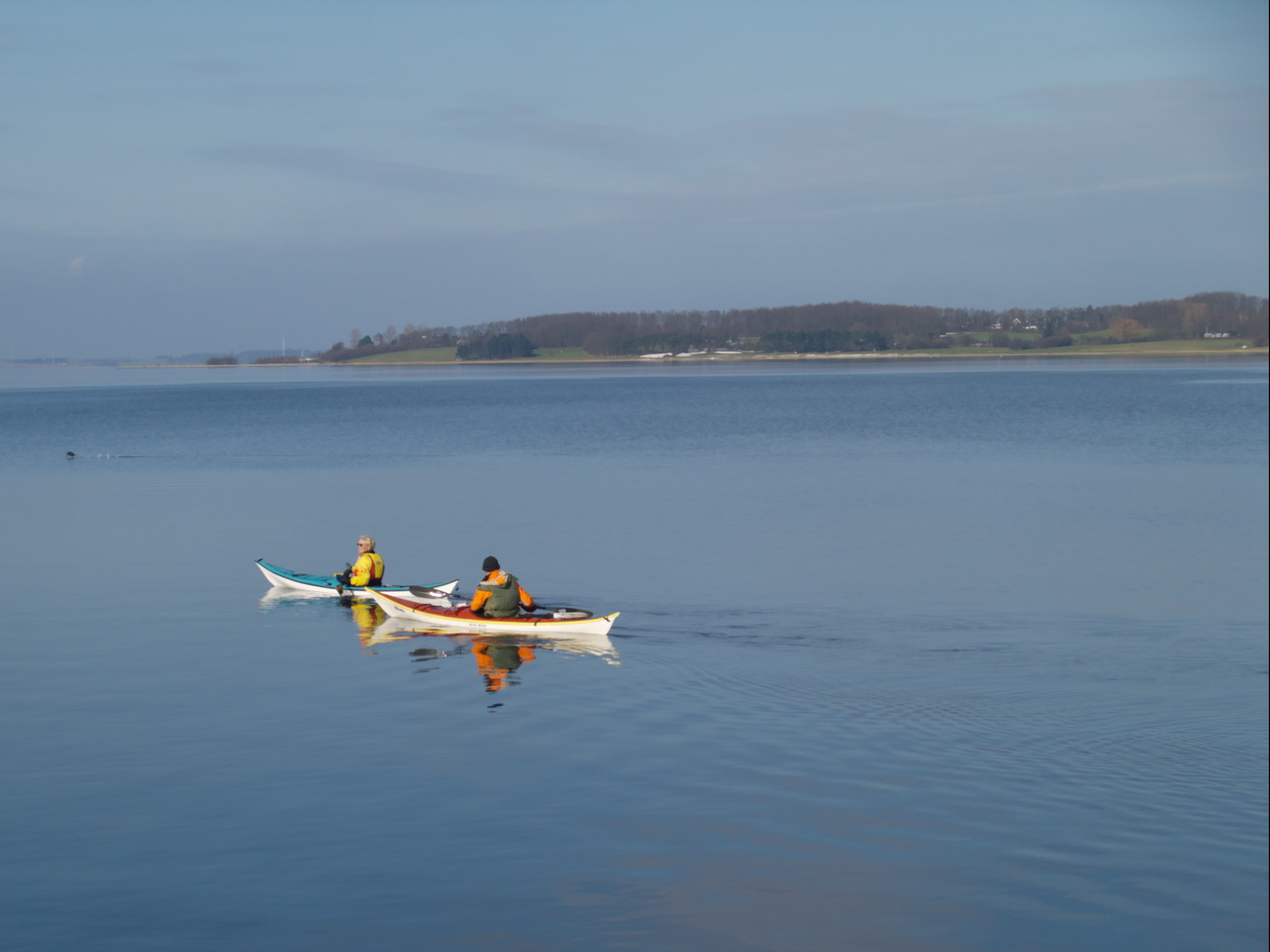
Каное на Роскілле-фіорді.

Роскілле-фіорд є орнітозахисною територією ЄС і територією ЄС. Створення територій, вільних від полювання та безтурботних територій, є наслідком статусу фіорду як орнітоохоронної території ЄС. З тієї ж причини полювання на моторних човнах заборонено на території всього фіорду, від Лейре-Віг на півдні до витоку фіорду в Ісе-фіорд на півночі. Щоб дізнатися про всі інші види полювання, зверніться до веб-сайту Норвезького агентства лісів і природи в розділі «Обмеження полювання на рибальській території».
Південна частина Роскілле-фіорду є частиною національного парку Земля Скйолдунгернес, який був створений у 2015 році.